# Еллсворт (Нью-Гемпшир)
Еллсворт (англ. Ellsworth) — місто (англ. town) в США, в окрузі Ґрафтон штату Нью-Гемпшир. Населення — 93 особи (2020).

## Демографія
Згідно з переписом 2010 року, у місті мешкали 83 особи в 40 домогосподарствах у складі 18 родин. Було 96 помешкань
Расовий склад населення:
| - 94,0 % — білих - 6,0 % — корінних американців |

До двох чи більше рас належало 0,0 %. Частка іспаномовних становила 1,2 % від усіх жителів.
За віковим діапазоном населення розподілялося таким чином: 15,7 % — особи молодші 18 років, 56,6 % — особи у віці 18—64 років, 27,7 % — особи у віці 65 років та старші. Медіана віку мешканця становила 50,5 року. На 100 осіб жіночої статі у місті припадало 112,8 чоловіків;  на 100 жінок у віці від 18 років та старших — 125,8 чоловіків також старших 18 років.
Середній дохід на одне домашнє господарство  становив 109 222 долари США (медіана — 49 000), а середній дохід на одну сім'ю — 159 188 доларів (медіана — 47 708). За межею бідності перебувало 1,6 % осіб, у тому числі 0,0 % дітей у віці до 18 років та 0,0 % осіб у віці 65 років та старших.
Цивільне працевлаштоване населення становило 38 осіб. Основні галузі зайнятості: освіта, охорона здоров'я та соціальна допомога — 39,5 %, мистецтво, розваги та відпочинок — 13,2 %, роздрібна торгівля — 10,5 %, фінанси, страхування та нерухомість — 10,5 %.